# Zvonili ste, milorde?
Zvonili ste, milorde? je sitcom televizijskog programa BBC-a, koji su napisali Jimmy Perry i David Croft, tvorci Tatine armije i Hi-de-Hi!. Emitirana je između 1990. i 1993. na BBC-u (iako je i ranije bila pilot-epizoda 1988.). Radnja se događa u kući aristokratske obitelji 1920-ih, a radnja se vrti oko obitelji više klase i njihovih slugu u kući u Londonu. 
U seriji su sudjelovali mnogi glumci koji su se također pojavili u njihovim ranijim serijama, a osobito Paul Shane, Jeffrey Holland i Su Pollard, koji su svi prije bili u sitcomu Hi-de-Hi! ; također su bili nazočni Donald Hewlett i Michael Knowles iz filma It Ain't Half Hot Mum, te Bill Pertwee i - povremeno - Frank Williams iz Tatine vojske. Mnogo malih uloga igrali su i drugi alumni Davida Crofta i / ili Jimmy Perryja. Nezaboravljivu glazbenu temu u stilu 1920-ih otpjevao je Bob Monkhouse. 
Epizode Zvonili ste, milorde? trajale su pedeset minuta, a ne uobičajenih trideset (za BBC-ove sitcome), i pokušali su uvesti refleksivniji pristup i složenije zacrtavanje od ostalih Croft i Perry serijala. Bilo je i manje oslanjanja na lokacije snimanja. Serija po izlasku nije bila najbolje prihvaćena od strane kritičara, ali je s vremenom stekla vjernu publiku.
Zaplet serije inspiriran je pričama djeda Jimmyja Perryja, predratnog batlera, kojeg je scenarist slušao kao dijete.  

## Proizvodnja
Serija je, kao i svi sitcomi u tom vremenu, snimana pred publikom uživo u studiju. Mark Lewisohn napominje da su pisci bili oprezni da bi setovi, osvjetljenje i rad na kamerama imali kvalitetu povezanu s dramskim produkcijama kao što je TV serija Upstarirs, Downstairs. Za situacijsku komediju epizode su bile nekonvencionalne duljine (50 minuta). Trajanje 50 minuta bila je Croftova ideja, jer je smatrao da će im to pružiti priliku da detaljnije razviju likove i situacije. To je podržao Gareth Gwenlan, voditelj BBC-jevog odjela za komediju. Također nekonvencionalno za seriju Perry / Croft bila je činjenica da su zapleti izravno nastavljeni iz epizode u epizodu poput sapunice, za razliku od većinom samostalnih epizoda drugih sitcoma. To u kombinaciji s visokim produkcijskim vrijednostima i pažnjom na detalje iz razdoblja daje seriji osjećaj dramske komedije. Dva pisca pisali su seriju na istraživanjima i osobnim prikazima iz tog razdoblja; Djed Jimmyja Perryja služio je kao batler, a majka Davida Crofta, Anne Croft, bila je zvijezda glazbene komedije 1920-ih, dajući im neke informacije o životu i iznad i ispod stuba.
Pilot epizoda trebala je biti snimljena u BBC Televizijskom centru u Londonu, ali zbog štrajka originalni setovi bili su vrlo loše opremljeni, a proizvodnja je premještena u BBC centar Elstree. Kompleti su naknadno poboljšani za prvu seriju. Nakon što je pilot epizoda emitirana, a BBC pristao na cijelu sezonu, produkcijski tim odlučio je ostati u BBC Elstree Studios, a tamo su snimljene sve četiri sezone emisije. Eksterni kadrovi uglavnom su snimani u okolini Dissau Norfolku, na primjer nekorištena tvornica za četke se koristila kao kompanija Union Jack Rubber. Ostale lokacije uključuju rivu u Cromeru, Lynford Hall i Oxburgh Hall kao biskupsku palaču. Scena bitke 1. svjetskog rata na početku pilot epizode izgrađena je u Long Valleyu, tenkovskom poligonu britanske vojske u Aldershotu. Vanjska strana Meldrumove kuće rijetko je viđena.
Prve dvije sezone režirao je David Croft koji je potom režije dužnosti predao Royu Gouldu, njegovom menadžeru za proizvodnju dugi niz godina, za 3. i 4. sezonu
Glazbenu temu koja se puštala na početku i kraju epizode napisali su Jimmy Perry i Roy Moore, a izveo autentični orkestar u stilu 1920-ih. Vokale su izveli Bob Monkhouse i Paul Shane.

## Radnja
U pilot epizodi, dva vojnika iz Prvog svjetskog rata naiđu na tijelo časnika dok su prelazili ničiju zemlju pod teškim paljbom tijekom bitke za Amiens 1918. Pretpostavljajući da je časnik mrtav, jedan vojnik, Alf Stokes, pokušava opljačkati časnika, što zgrozi njegovog druga, Jamesa Twelvetreesa. Nakon što postane očigledno da nesvjesni časnik nije mrtav, dvojica muškaraca vide svoju šansu da pobjegnu iz borbe odvodeći časnika u terensku bolnicu. Dvojica vojnika kasnije su pozvani vidjeti časnika, plemenitog Teddyja Meldruma, koji kaže da je vječno zahvalan za njihove usluge, i govori im da će uvijek biti dužnik. 
Radnja se zatim seli u London 1927. godine, gdje je James Twelvetrees postao lakej u kući lorda Meldruma (Teddyjeva brata), u 12 Park Lane, Mayfair, i želi poboljšati svoj položaj nakon smrti batlera.
U međuvremenu, Alf Stokes i njegova kći Ivy upravo su otpušteni s posla u glazbenoj dvorani (Alf je preuzeo posao u glazbenoj dvorani nakon što je zbog neiskrenosti otpušten kao batler). Alf vidi svoju šansu da se prijavi za posao u kući Meldruma, a nakon ucjenjivanja svog prethodnog poslodavca za reference, postaje novi batler, što je ozlovoljilo Jamesa. Nakon sluškinjinog otkaza, nakon odnosa u dvorištu s plemenitim Teddyjem, Alf dovodi Ivy kao novu sluškinju (kako bi sakrili činjenicu da je Alfova kći, njih dvoje odlučuju da bi Ivy trebala koristiti djevojačko prezime svoje majke, Teasdale). 
Program prati različite odnose između više klase i njihovih slugu, kao i Alfovo spletkarenje i Jamesove pokušaje da ga zaustavi. Događaji prikazani u 26 epizoda vremenski su protkani iako ne slijede izravno jedan drugoga i temelje se uglavnom na sljedećim odnosima: 
- Moralna borba između Alfa, Jamesa i Ivy, dok Alf nastavlja razvijati programe kako bi postigao neko bogatstvo (i obično ne uspije), a James i Ivy pokušavaju zaustaviti njegove akcije;
- Sukobi oko politike između Jamesa i Alfa (James je konzervativni glasač, a Alf često govori o klasnoj borbi i revoluciji).
- Trokut preljuba između lorda Meldruma, lady Agathe i sir Ralpha;
- Za Jamesa se zanimaju Poppy, Lady Agatha i Ivy.
- Razvijanje ljubavne veze između Alfa i gospođe Lipton, kuharice, i između gospođe Lipton i policajca Wilsona;
- Napori Teddyja da izbjegne brak s Madge Cartwright;
- Teddyjeva potraga za sluškinjama;
- Prijetnje lorda Meldruma da će Teddyja deportirati u njegovu plantažu gume u Maleziji (Malaji);
- Ivyina naklonost prema Jamesu;
- Poslovni uspon, pad i oporavak kuće Meldrum i njenog najvažnijeg dobra, Union Jack Rubber Company;
- Nepredvidivi postupci Lady Lavender.

## Likovi

### Obitelj Meldrum
- George, Lord Meldrum MC (Donald Hewlett) - Gospodar kuće, Lord Meldrum, cijenjeni je član aristokracije, sjedi u Domu lordova, zadužen je za kompaniju Union Jack Rubber Company koja sirovine za gumu nabavlja u Malaji i razne druge interese. Staromodan, viktorijanskih vrijednosti, njegovu reputaciju ipak ugrožava njegova veza s Lady Agathom, suprugom sir Ralpha Shawcrossa, a Stokesu je obično preostalo da mu pomogne u prikrivanju toga. Tvrdi da duboko voli Agatu, a slomljena je srca nakon što prekinu vezu. Njegova supruga umrla je tri godine prije nego što je započela radnja serije. Unatoč znatnom bogatstvu, slabo plaća radnike, a nagovještava se da je on nekoć u Africi zapošljavao robovsku radnu snagu.
- Plemeniti Edward "Teddy" Meldrum (Michael Knowles) - mlađi brat lorda Meldruma, 1915. godine je regrutiran kao kapetan u britansku vojsku i služio je u pješaštvu na Zapadnom frontu, gdje ga je teško ranila granata, a u terensku su ga bolnicu odnijeli Stokes i Twelvetrees. Do 1927. časni Teddy je još uvijek neoženjen i živi u kući svog brata. Imao je veze s pet prethodnih kućnih pomoćnica i sa svima je imao djecu:  ne može odoljeti njihovim "sjajnim, izmučenim licima" i mirisu karboličkog sapuna. Brat ga prisiljava da oženi Madge Cartwright, nasljednicu dinastije sapuna koja je luda za Teddyjem iako Teddyja više zanima njezina sluškinja Rose, te prijeti da će ga, ako se ne oženi, poslati u plantažu guma u Malaji. Ekscentričan, djetinjast, duhovit, ponekad gotovo blesava osoba koja je neprikladna za bilo koji normalan posao.
- Cecily "Cissy" Meldrum (Catherine Rabett) - Cissy je starija kćerka lorda Meldruma. Iako je privlačna, odijeva se u muškom stilu, sudjeluje u muškim sportovima i aktivnostima, poput letenja (kvalificirani je pilot, a ženstvena "kuma" Penelope (Sorel Johnson) česta je kućna gošća). Iako nikad izričito nije navedeno, postoje pretpostavke da je Cissy lezbijka.[11] Cissy je ugodan lik koji pokazuje istinsku zabrinutost za obitelj i sluge, često poklanjajući ženstvene predmete poput haljina i šminke Ivy (kojoj pokazuje privlačnost u ranim epizodama, često namignuvši joj). Često se druži s mlađom sestrom Poppy, ali njih dvoje redovito se svađaju zbog različitih stavova. Proglašava se socijalistom i kandidira za Ujedinjenu radničku stranku te osvaja mjesto u vijeću putem Stokesovih mahinacija.
- Poppy Meldrum (Susie Brann) - Poppy je mlađa kći lorda Meldruma i razmažen i neugodan lik koji sa svojim prijateljem Jerryjem (John D. Collins) sudjeluje u 'divljim' zabavama i kupuje u skupocjenim trgovinama.  Poprilično je snob o svom položaju u društvu, često spremna podsjetiti one koji su nižeg statusa od nje, iako ponekad priznaje da se osjećala zarobljenom u svojoj klasi. Kroz cijelu seriju privlači je lakej James Twelvetrees, kojega rado voli, iako je svjestan problema koji bi mu mogli stvoriti. U vezi je s Jerryjem, kojeg napušta kada upozna Dickieja Metcalfa, koji je u stvari varalica i traži novac.
- Lady Lavender Southwick (Mavis Pugh) - Lady Lavender je svekrva lorda Meldruma i boravi sa svojom papigom, Kapetanom, u drugoj spavaćoj sobi kuće. Vrlo je bogata i ima udjele u mnogim poslovima, uključujući veliki broj dionica u gumarskoj kompaniji Union Jack. Lavender se rodila u aristokratskoj obitelji početkom 1850-ih, može se naslutiti da je vodila pomalo promiskuitetnu mladež, koja je imala mnogo afera, uključujući i s prijestolonasljednikom Borisom (kasnijim kraljem) Dalmacije (Davy Kaye). Potom se povezala s mladim vojnim časnikom zvanim kapetan Cedric Dalby (Maurice Denham) te kasnije zaručila, ali su se razdvojili nakon što je otišao u Zulu rat. Nakon smrti svoga supruga, Lorda Southwicka, Lady Lavender uselila se sa svojom kćeri i zetom, postajući sve samozatajnija i starija, uživala je bacati tanjure s hranom na Ivy. Često pogrešno prihvaća imena ljudi (nazivajući Ivy 'Ethel', Henryja 'Steven' i Stokesa 'Capes'). Ona nema pojma tko je Teddy (kad on objasni da je "Georgeov brat" komentira da ima zeta s tim imenom).

### Posluga
- Alfred "Alf" Stokes (Paul Shane), batler - Alf Stokes je batler. Ivyin je otac i još uvijek je oženjen Ivyinom majkom, unatoč njihovoj razdvojenosti. Alf je bio u britanskoj vojsci na Zapadnom frontu, zajedno s Jamesom Twelvetreesom. Nakon što je ugledao Teddyja bez svijesti u rupi od granate, Alf je, vjerujući da je mrtav, pokušao ga opljačkati, na veliko Jamesovo gnušanje. Nakon što je shvatio da je Teddy živ, Alf je odlučio odvesti ozlijeđenog Teddyja u terensku bolnicu kao način spašavanja vlastitog života. Ovaj mu osigurava posao batlera devet godina kasnije u kući lorda Meldruma, nakon što je nakon rata bio prisiljen vratiti se u službu nakon neuspjele karijere u showbiznisu. Kroz seriju, Alf osmišljava niz spletki kako bi prevario lorda Meldruma za njegov novac i imetak, iako obično ne uspije. Taj nepošteni aspekt njegova karaktera često je bio prednost lordu Meldrumu; u nekoliko navrata od Alfa je bio potreban da stvori diverzije za Sir Ralpha. Alf prezire obitelj Meldrum zbog njihovog bogatstva i visokog položaja, iako ima iskreno poštovanje prema Cissy zbog njene empatije prema radničkoj klasi. Kroz seriju Alf ima vezu s gospođom Lipton, iako se otkriva da je to učinio samo kako bi joj posudio novac.
- James "Jim" Twelvetrees (Jeffrey Holland), lakej - James Twelvetrees je pompozni lakej; potpuna suprotnost Alfa Stokesa - strog, čestit i iskren. Njegov čin pomaganja Alfu da odvede ozlijeđenog Teddyja u terensku bolnicu za vrijeme rata osigurao mu je i posao u domaćistvu u Meldrumu, iako to nikada ne bi priznao ostalim slugama.   Nakon smrti prethodnog batlera računao je na preuzimanje njegove funkcije. Alf je, pak, dobio prestižnu poziciju, što čini Jamesa licemjernim i ljubomornim.  Nije uvijek simpatičan lik, obično se nalazi sa svojim gospodarima umjesto s vlastitom klasom i često je bio prilično neugodan prema ostalim slugama i onima koje je smatrao nižom klasom od njega, posebno prema Mabel i Henry. Pokazao je i da ima svoje osjećaje, poput napuhanosti prema gospođici Poppy, veza koja mu je ponekad dopuštala razmatranje ostavke. Željele su ga mnoge dame iz više klase i Ivy iz niže; prema njoj pokazao platonsku naklonost.[11] Želi zamijeniti Stokesa kao batlera.
- Ivy Stokes/Teasdale (Su Pollard), sluškinja - Ivy je dobronamjerna, ali prilično naivna sluškinja, Alfova kći. Otac joj je osigurao posao sluškinje nakon što je imenovan batlerom krivotvoreći joj reference. Njezina obiteljska veza s Alfom uglavnom je tajna, ali ona je prisiljena reći Henryju kad on njih dvojicu vidi u svojoj spavaćoj sobi, a kasnije kaže Jamesu kad joj treba njegova pomoć kako bi Alfa izvukao iz nevolje. Unatoč iskrenosti, često je nagovarana da sudjeluje u očevim planovima. Ranije u seriji, mora izbjegavati Teddyjeva udvaranja, iako to prestaje nakon serije 1. (Do druge sezone Teddy je započeo vezu s djevojkom koja se zvala Rose i ispričava se Ivy). Strastveno je zaljubljena u Jamesa Twelvetreesa koji joj ne uzvraća naklonost.
- Gospođa Blanche Lipton (Brenda Cowling), kuharica - Blanche Lipton pridružila se kućanstvu Meldrum kao mlada domaćica u tinejdžerskim godinama i postupno napredovala kako bi postala kuharica. Prema njezinim vlastitim riječima, četrdeset je godina (tj. od 1887.) služila Meldrumima. Njezine su kulinarske vještine legendarne na ulici; rijetko je viđena izvan kuhinje. Obično je ljubazna žena koja pokazuje naklonost prema boljima ili jednakima od sebe, u drugim se slučajevima posebno zgraža prema onima koje smatra nižom klasom, kao što su Henry i Mabel.  Ona jedina ima istinsku naklonost prema časnom Teddyju, čija je dadilja bila u mladosti. U seriji ima vezu s Alfom; u jednom su trenutku njih dvoje zaručeni. Kad otkrije da je Alf lažirao vezu samo kako bi joj posudio novac, ona se slama i baca na njega sve tanjure i posuđe. Nakon ovog incidenta, Blanche preusmjerava svoju naklonost prema policajcu Wilsonu.
- Henry Livingstone (Perry Benson), čistač cipela - Henry je bio napušten kao dijete u košari na stepenicama sirotišta Livingston Road, u kojoj je instituciji ostao do 14. godine, kad su ga u činovničku kuću Meldrum odveli kao čistača cipela. Iako je sluga drugog najnižeg ranga u kući, Henry je često najperspektivniji lik, nešto što ga obično dovodi u nevolju; jer se ne uklapa u očekivanu etiketu i daje neprikladne komentare, za koje obično dobije snažni šamar iza uha. Ivyn je dobar prijatelj i često sugerira da bi volio vezu s njom. Iako neobrazovan, dobro računa u glavi, zna popraviti motor i razumije se u radio.
- Mabel Wheeler (Barbara New), čistačica - Mabel je najniža službenica u domaćinstvu Meldrum. Ne živi u kući Meldrum i živi sa svojim nezaposlenim mužem u siromašnom dijelu Londona. Neki je smatraju autsajderom, posebno James i gospođa Lipton. Zbog niskog ranga i društvenog statusa, ima plaću od 3 penija na sat, nije joj dopušteno da jede s ostalim slugama, a obično joj daju neke ostatke koje može ponijeti kući, što je dovelo do njezinih rečenica "To će biti lijepo (!)" i "Ne sjećam se kad sam zadnji put imala...".  Nije joj draga gospođa Lipton.

### Ostali likovi
- Pozornik Wilson (Bill Pertwee) - Policajac Wilson lokalni je Bobby, iako se rijetko čini da obavlja svoju dužnost. Umjesto toga, on zna katkad večerati sa slugama, kao što je očito bio običaj, jer bi policija tada previdjela bilo kakvu neiskrenutost obitelji. Općenito je neučinkovit kao policajac, iako postaje poznavatelj vina, zbog svoje noćne selekcije iz podruma lorda Meldruma.  Korumpiran je i voljan prekršiti pravila, a jedina osoba koje se boji je narednik koji ga nadzire.
- Sir Ralph Shawcross (John Horsley) - Sir Ralph je još jedan bogati član londonskog društva koji ima dvije rezidencije; londonsku kuću i seosku rezidenciju. Oženjen je s Lady Agatom (njezin treći suprug) i u početku je sumnjičav prema vezi lorda Meldruma s njegovom suprugom, ali na kraju ga smatra prijateljem nakon što ga uvjere da je Meldrum nemoćan i da stoga nije prijetnja. Kad se otkrije istina, on traži osvetu Meldrumu.
- Lady Agatha Shawcross (Angela Scoular) - Lady Agatha supruga je sir Ralpha i ujedno je ljubavnica lorda Meldruma. Iako je mlađa od Georgea 17 godina, pokazuje mu puno strasti. Svoju vezu s lordom Meldrumom prekticira čak i kad je suprug prisutan u kući potajno mu dajući tablete za spavanje. Ranije je bila pomoćnica matrona u Etonu, ali je otpuštena nakon incidenta s nekoliko učenika. Imala je dva prethodna muža prije nego što se udala za sir Ralpha, ali je imala i puno ljubavnika koje zabavlja u svom stanu.
- Madge Cartwright (Yvonne Marsh) - Jedina nasljednica poslovnog carstva Cartwright Soap, boravi u luksuznom stanu u Mayfairu i redovna je posjetiteljica kuće. Ona je dugogodišnji Teddyjev obožavatelj, a njih dvoje se zaruče. Ne shvaća da je Teddy potajno prezire te je umjesto nje zaluđen njenom sluškinjom Rose (Amanda Bellamy).
- Charles, lord biskup (Frank Williams) - Charles je lord biskup i blizak prijatelj obitelji. Njegova je glavna svrha prikupljanje novca za održavanje ustanove koja se zove Dom palih dama: on prikuplja donacije, organizira aukcije i organizira dobrotvorni bal. Česti je posjetitelj kuće Meldrum, često u pratnji svog mladog kapelana Robina (Robbie Barnett).
- Jerry (John D. Collins) - Poppyjin zaručnik, koju tretira uglavnom kao način da izbjegne neugodna pitanja oca. Iako sebe smatra smiješnim, on se ne zna ponašati kako treba.
- Dickie Metcalfe (Robin Lermitte): Zgodan mladić, nakratko zaručnik gospođice Poppy, ali istina ubrzo postaje jasno da je varalica i lovac na miraz koji povremeno krade automobile i avione.

### Drugi likovi
Kao i u glavnoj ulozi, niz drugih likova odigrali su glumci koji su se pojavili u serijama Perry/Croft, među kojima su Guy Siner, Felix Bowness, Kenneth Connor, Stuart McGugan i Ivor Roberts. 

## Zanimljivosti
- Serija je stekla veliki značaj u Mađarskoj gdje je verzija prevedena na mađarski postala popularna nakon pada komunizma u zemlji. Klub obožavatelja ima gotovo 23 tisuće pratilaca, a 2018. godine u Budimpešti je održan slavljenički domjenak na kojem su sudjelovali glumci Jeffrey Holland, Michael Knowles, Catherine Rabett, Susie Brann i Amanda Bellamy kako bi proslavili 30. godišnjicu pilot epizode.[12]

## Vanjske poveznice
- Zvonili ste, milorde? - BBC (engl.)
- TvTropes.org - Zvonili ste, milorde? (engl.)
- IMDb